# Thomas Leuthard

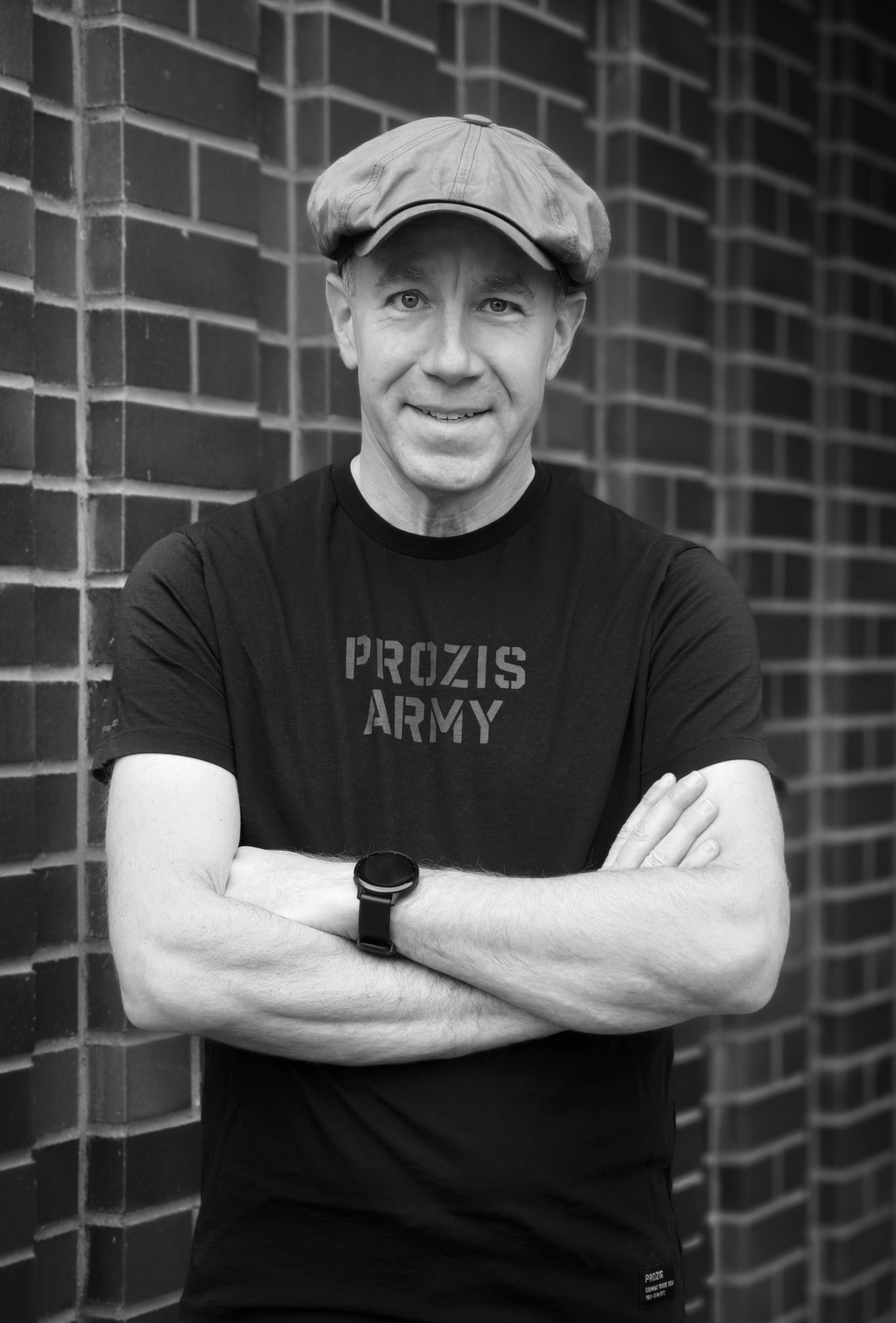
Thomas Leuthard (Dezember 2024)

Thomas Leuthard (* 1971 in Zug) ist ein Schweizer Fotograf. Sein Spezialgebiet ist die Straßenfotografie.

## Leben und Werk

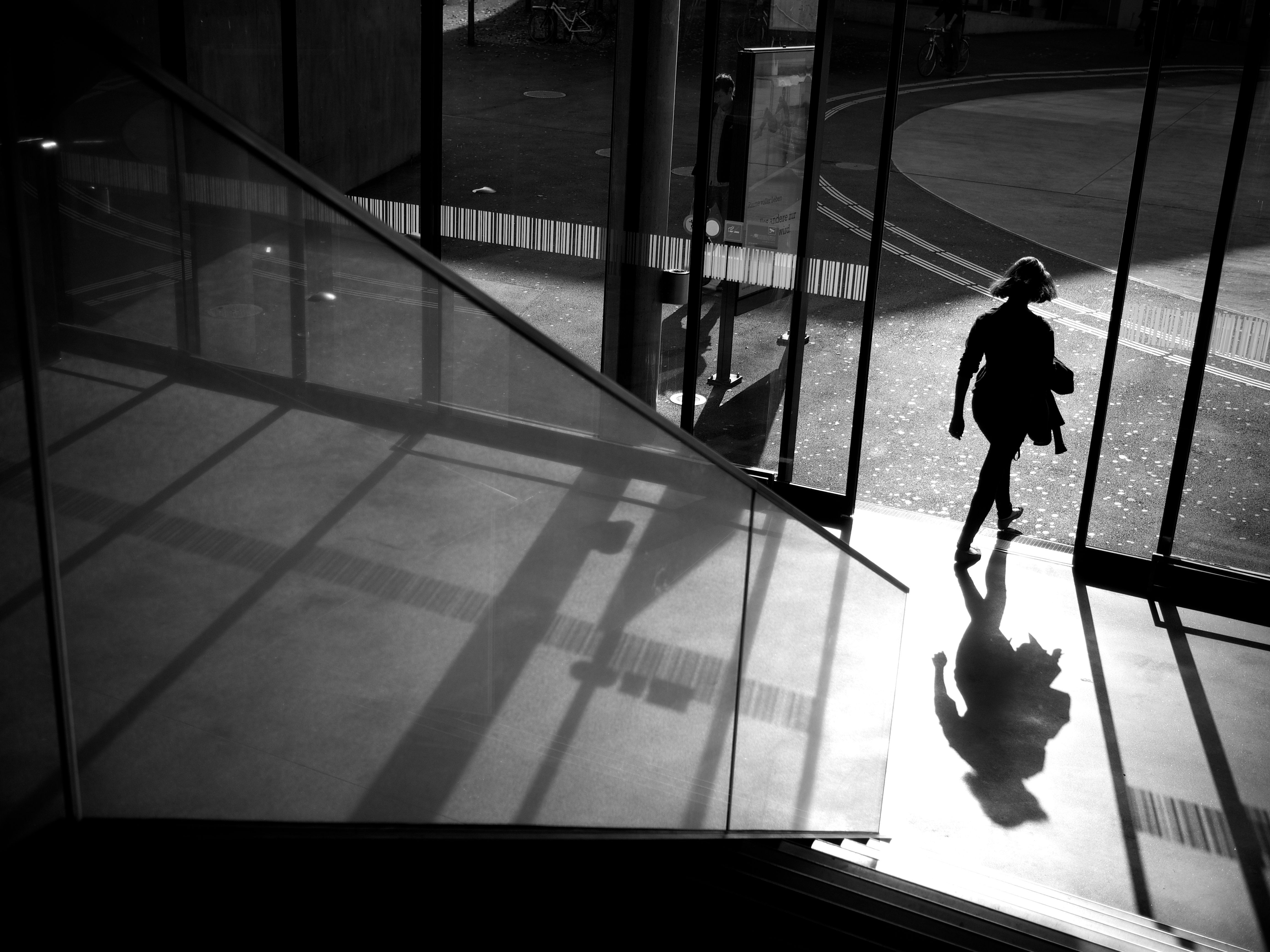
Eine Arbeit aus dem Jahr 2012

Leuthard begann Anfang 2008 zu fotografieren. Seit Mai 2009 befasst er sich ausschließlich mit der Straßenfotografie. Er reist regelmäßig in Metropolen, um das Leben auf der Straße zu dokumentieren.
Die Huffington Post zählte die von Leuthard veröffentlichten E-Books zu den „must reads“ zum Thema Straßenfotografie.
Mitte 2017 zog er sich aus Motivationsgründen zurück, entleerte seine Homepage (nur noch ein "Nothing Changes If Nothing Changes" zu sehen) und beendete wohl auch den Flickr Betrieb ["Thomas Leuthard (2008-2017)"]
Seit Anfang 2018 produziert Leuthard mit Selim Tolga einen Minimalismus-Podcast, welcher sich mit Minimalismus, Bescheidenheit sowie Aufräumen befasst.

## Ausstellungen
- 2010 „Street Fotografie“, Finke Wohnwelt, Paderborner Fototage[5]
- 2011 „Strangers“, Photo Münsingen[6]
- 2013 „A Mirror to Society“, Photo Münsingen.[7]

## Publikationen (Auswahl)
- Going Candid… An Unorthodox Approach to Street Photography. 2011
- Collecting Souls. 2012
- Street Faces. 2013
- Seelenraub. 2013
- Explore Flickr. 2013
- Book Thomas Leuthard. 2015

## Fotokurse
- Street Fotografie: Erfolgreich auf der Strasse fotografieren. 2014
- Herausragende Bildgestaltung die auch wirklich funktioniert. 2015
- Kontaktabzüge: Wie ich eine Szene auf der Strasse erarbeite. 2015

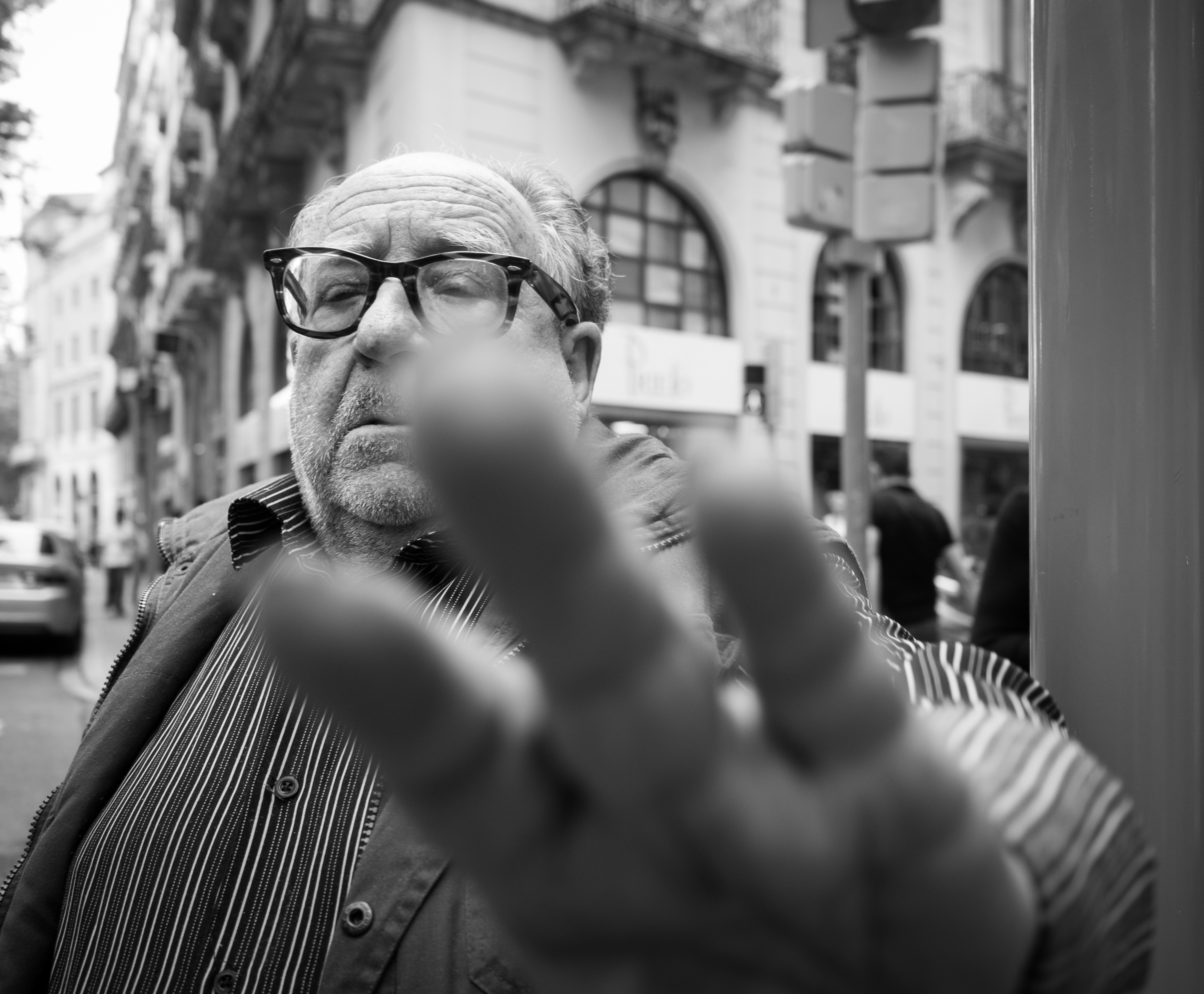
From Wikimedia Commons, the free media repository

- From Wikimedia Commons, the free media repositoryFlickr Insider – Wie ich tausende neue Followers generierte. 2015

## Artikel (Auswahl)
- 2013 Straßenfotografie (Edition Espresso): 50 Tipps für den schnellen Einstieg, Cover, Gästegalerie/Interview, ISBN 978-3-86490-080-8
- 2013 Vieworld, „Human in Geometry“, 11 Seiten, Ausgabe 09/2013[8]
- 2014 Köln trotz(t) Armut, Christina Bacher, Cover, ISBN 978-3-89126-235-1
- 2014 An der Brennpunktschule – was nun?, Cover, ISBN 978-3-8346-2616-5
- 2014 The Gray Man, Mark Greaney, Cover, ISBN 978-0-4252-7638-9
- 2014 Le Journal International, „rien ne doit être caché“, 6 Seiten, Ausgabe 01/2014
- 2014 DigitalPHOTO, „Der Straßenfotograf“, 8 Seiten, Ausgabe 11/2014
- 2015 Le Monde de la PHOTO, Cover, Ausgabe 04/2015[9]
- 2015 Inspired Eye, Cover + Interview, 24 Seiten, Ausgabe 21